# بطولة العالم لسباقات فورمولا 1 موسم 1951
بطولة العالم لسباقات فورمولا 1 موسم 1951 عقدت في سنة 1951 م، وفاز بها خوان مانويل فانخيو من فريق ألفا روميو بسيارته الألفا روميو. خوان مانويل فانجيو الذي بدأ السباق في الخط رقم 4 حصل على أفضل توقيت في الجولة 5 من السباق في أسرع لف له وفي المجموع حصد 31 نقطة.

## الوصلات الخارجية
- الموقع الرسمي للفورمولا 1